# Варварија
Варварија (Varvaria) је некадашње либурнско, а касније римско насеље у Далмацији. Археолошки локалитет се налази код Брибира, на Брибирској главици.
Римљани су у Варварији изградили моћне градске зидине и дали јој статус муниципијума. Зидови су окруживали главицу (узвишење) са три стране, осим јужне, коју је штитила литица. Направљене су цистерне за опскрбљивање града водом. Нађен је и маузолеј са саркофазима.